# Lomavrenština
Lomavrenština (arménsky Լոմավրեն) je téměř vymřelý jazyk, kterým se mluví v Arménii, ale i v Sýrii, Ázerbájdžánu a Rusku. Mluví jím etnikum Lom. V Arménii jím mluví asi 50 lidí, v ostatních zemích je počet mluvčích neznámý. Píše arménským písmem. Jazyk vznikl smísením arménštiny a indoíránských jazyků romština a domari. Lomavrenština má 7 pádů.

## Čísla v lomavrenštině
V této tabulce uvádím čísla v lomavrenštině, která vychází z indoíránských jazyků. Pro srovnání jsou uvedeny tyto indoíránské jazyky: hindština, romština, domari a perština.
| Číslo | Lomavrensky | Hindsky | Romsky    | Domari | Persky   |
| ----- | ----------- | ------- | --------- | ------ | -------- |
| 1     | yak, yek    | ek      | ekh, jekh | yika   | yak, yek |
| 2     | lui         | do      | duj       | dī     | du, do   |
| 3     | tərin       | tīn     | trin      | tærən  | se       |
| 4     | išdör       | cār     | štar      | štar   | čahār    |
| 5     | pendž       | pāñc    | pandž     | pandž  | pandž    |
| 6     | šeš         | che     | šov       | šaš    | šaš, šeš |
| 7     | haft        | sāt     | ifta      | xaut   | haft     |
| 8     | hašt        | āţh     | oxto      | xaišt  | hašt     |
| 9     | nu          | nau     | inja      | na     | nuh, noh |
| 10    | las         | das     | deš       | des    | dah      |
| 20    | vist        | bīs     | biš       | wīs    | bist     |
| 100   | saj         | sau     | šel       | saj    | sad      |